# お願い!モーニング
『お願い!モーニング』（おねがい モーニング）は、テレビ朝日で2014年9月29日から2015年3月27日まで放送されていた早朝の帯・バラエティー番組である。2014年8月3日（日曜日）4:00 - 5:50にパイロット版が放送された。

## 概要
毎週火 - 金曜日未明（月 - 木曜日深夜）に同局で放送中のバラエティー番組『お願い!ランキング』の早朝版であり、「日本一早いランキングバラエティー」を標榜している。
2015年3月30日より本番組放送時間帯において、再放送枠『おはよう!時代劇』開始に伴い、本番組は同年3月27日をもって終了した。これにより、当番組の時間帯の視聴者層を若者層から年配層にシフトすることになる。

## 主な企画
月曜日から金曜日まで、日替わりで企画を行っている。
- 月曜日：『小さな幸せ集めます 朝んぽ』（出演：ロバート、週替わりのイケメン男性タレントのゲスト）
- 火曜日：『美味しい朝食を探す 朝食探検』（出演：ハライチ、川越達也）
- 水曜日：『今日のおかず見せてください!』（出演：古坂大魔王、斉藤美穂、週替わりの主婦タレントのゲスト）、または 『人気スポットで朝早く働く人たち』
- 木曜日：『今日誰かに教えたくなる豆知識をお届け アナウンサー雑学の旅』
出演はテレビ朝日の女子アナウンサー3人（先輩アナ1人、若手アナ2人）。
- 金曜日：『女子3人が1万円で大満喫 週末女子会』
出演は女性モデル3人。
- 月曜日～金曜日（通し企画）
  - 『15秒で目が覚める一発ギャグランキング』

毎日3組ずつ第3位から第1位までランクを付ける形式で、お笑い芸人が15秒のショートネタを披露。
  - 『占いビフォーアフター』

エンディングに放送。前日の運勢をおさらいし、当日のラッキーな誕生月ベスト3を発表。

なお、当番組のみのキャラクターとして、『おねがいニワトリ』が登場している。